# Kõrvemetsa
Koordinaten: 58° 54′ N, 26° 46′ O
Kõrvemetsa ist ein Dorf (estnisch küla) in der Landgemeinde Mustvee (Mustvee vald). Es liegt im Kreis Jõgeva im Osten Estlands.
In den Jahren 1992–2017 (bis zur Verwaltungsreform der estnischen Kommunalverwaltungen) befand sich das Dorf in der Gemeinde Avinurme im Kreis Ida-Viru.
Das Dorf hat 30 Einwohner (Stand 2010).